# Batalla de los Hoteles
La Batalla de los Hoteles (en árabe: معركة الفنادق, Maʿrakah al-Fanādiq) también conocida como «Frente de los hoteles» o «Front des Hotels» en francés fue una serie de combates ocurridos en el marco de la guerra civil libanesa, los cuales sucedieron en el complejo hotelero de Minet-el-Hosn en Beirut, la capital del Líbano. Esta fue una de las primeras batallas de la guerra, comenzando en abril de 1975 en pleno inicio del conflicto. La batalla se libró por la posesión de un pequeño complejo hotelero estratégico, el Saint Charles City Center, adyacente al área del paseo marítimo de Corniche en el Mediterráneo, en la esquina noroeste del distrito central de Beirut, y rápidamente se extendió a otros lugares, áreas en el centro de dicha ciudad. Los feroces combates que siguieron a menudo se libraron con intensos intercambios de cohetes y fuego de artillería desde los distintos techos y habitaciones de los hoteles. El fuego de francotiradores se utilizó frecuentemente.

## Complejo Hotelero de Beirut
Situado entre los barrios de Joumblatt y Minet el-Hosn, el complejo agrupaba varios hoteles modernos, que incluían al Holiday Inn en la calle Omar Daouk, el hotel St. Georges, el Phoenicia Inter-Continental, Melkart, Palm Beach, Excelsior, Normandy y el Alcazar, algunos de ellos eran de gran altura y no todos se habían terminado de construir cuando estalló la guerra civil en abril de 1975. Otro edificio de varios pisos de valor táctico fue la Torre Murr de 30 pisos, aún sin terminar (en árabe: برج المر, Burj al-Murr) en el distrito de Kantari y la Torre Rizk (árabe: برج رزق الأشرفية, Burj Rizk al-Ashrafiyeh) en el barrio cristiano de Achrafieh, los edificios más altos de Beirut en ese momento que, junto con los hoteles vecinos, dominaban los barrios residenciales en áreas adyacentes, ambos cristianos y musulmanes. Este distrito se había librado de los efectos del conflicto en curso y la mayoría de los hoteles pudieron seguir funcionando con normalidad después de él.

## Antecedentes
Véase también: Guerra civil libanesa
Tras la victoria israelí en la guerra de los Seis Días de 1967, la cantidad de refugiados palestinos se volvió desproporcionada, y trajo consigo el incremento de la actividad de las guerrillas palestinas, especialmente Fatah, en suelo libanés. Esto condujo a la firma de los Acuerdos de El Cairo por parte del oficial Emile Boustani bajo presión de Gamal Abdel Nasser, los cuales otorgaban el control de los campos de refugiados palestinos a la OLP y permitían ataques contra Israel desde el Sur del Líbano, algo totalmente inaceptable para los sectores nacionalistas, derechistas, y principalmente cristianos de la política libanesa, quienes empezaron a formar milicias y conseguir armas, notablemente, Al-Tanzim, una organización secreta de exmiembros del Kataeb y exoficiales del ejército que lideraron en gran medida los entrenamientos para varios partidos nacionalistas contra la percibida "amenaza palestina".
Tras el Septiembre Negro en Jordania y la expulsión de la OLP hacia el Líbano, el Ejército Libanés se volvió incapaz de controlar a las acciones palestinas en el sur del país. Esto causó varias tensiones, las cuales culminaron en varios enfrentamientos entre la OLP y el Ejército entre 1972 y 1973, apoyado por el Tanzim. Fue en este periodo cuando la OLP prácticamente formaría un estado profundo en el sur del Líbano.
El 13 de abril de 1975, militantes palestinos del Frente Popular para la Liberación de Palestina (FPLP) intentaron asesinar al jefe de las Falanges Libanesas, Pierre Gemayel, provocando una respuesta falangista conocida como el Incidente de Ain el Remmaneh o la Masacre del Bus, debido a que los falangistas abrieron fuego contra un autobús lleno de palestinos dirigiéndose al campo de refugiados de Shatila, matando a 27 de sus pasajeros. Este incidente se considera como la principal razón para el inicio de la guerra civil libanesa.

## La Batalla

### Octubre de 1975
Los primeros tiroteos iniciaron el 23 de octubre de 1975, durante la fase final de la Batalla por el distrito de Kantari, cuando un destacamento de combatientes apodados "Los alcones de az-Zeidaniyya" (en árabe: صقور الزيدانية, Suqūr az-Zaydānīya), perteneciente a Al-Mourabitoun, la milicia del Movimiento Nasserista Independiente liderado por Ibrahim Koleylat, que ocupó la Torre Murr después de desalojar a sus defensores de las Falanges Libanesas (Kataeb). Además, los miembros de Al-Mourabitoun empezaron a disparar cohetes desde los pisos superiores de edificios cercanos hacia los barrios cristianos del área. Durante la batalla, Al-Mourabitoun presuntamente tuvo entre 200 y 300 combatientes, aunque otras fuentes citan un número mayor de 500. La mayoría de los edificios solían estar defendidos por un número mucho menor, con no más de 60 milicianos participando en un día determinado.
El 26 de octubre, los combates en Kantari entre la coalición musulmana izquierdista del Movimiento Nacional y la coalición derechista y cristiana del Frente Libanés se intensificaron y se esparcieron al complejo hotelero. El primer lugar en ser dañado o quemado fue un restaurante cercano a la Universidad de Haigazian, en la Rue du Mexique. Clientes, incluidos tres diplomáticos extranjeros fueron tomados como rehenes y liberados poco después, aunque dos empleados seguían desaparecidos.
Como contraataque, los combatientes de la Falange, liderados por William Hawi y Bachir Gemayel, empezaron a tomar posiciones alrededor de los hoteles principales, pero se encontraron en desventaja por el fuego de ametralladora constante desde la Torre Murr. Los falangistas intentaron, sin éxito, recuperar la Torre con disparos de rifles pequeños desde la Torre Rizk y el barrio de Achrafieh. El 27 de octubre, apoyados por un escuadrón de 5 automóviles blindados, los falangistas se trasladaron al Holiday Inn y al Hotel Phoenicia, mientras que milicianos de la Milicia de los Tigres del Partido Nacional Liberal (PNL) liderados por Dany Chamoun se movieron al Hotel St. Georges. Un feroz combate de cinco días entre los Nasseristas, la Milicia de los Tigres y las Falanges inició, donde los cristianos de nuevo intentaron arremeter contra la Torre Murr defendida por los musulmanes en Kantari, de nuevo sin éxito.
La situación se deterioró el 28 de octubre tras un incidente cerca al Parlamento del Líbano en la Plaza Nejmeh, en territorio controlado por cristianos. Un automóvil lleno de militantes musulmanes logró llegar al edificio del parlamento después de gritar consignas contra los miembros de la asamblea por un megáfono, y después abrieron fuego contra los diputados que salían. Dos hombres murieron, uno siendo un guardaespaldas del líder de la Falange, Pierre Gemayel, quien salió ileso.
El día siguiente, 29 de octubre, el primer ministro de Líbano Rashid Karami pidió un cese al fuego para permitir la evacuación de empleados y residentes atrapados en el área, especialmente el Holiday Inn, que tenía 200 personas adentro, en su mayoría turistas. La operación de evacuación fue llevada a cabo por un destacamento de gendarmes de las Fuerzas Internas de Seguridad (ISF), la policía de Líbano, usando vehículos Bravia Chaimite, M113 y Panhard M3, usando también algunos del Ejército de Líbano. Tan pronto la operación culminó, los combates iniciaron de nuevo. Otro cese al fuego se hizo el 31 de octubre para que los evacuados regresaran por sus objetos personales si deseaban.

### Noviembre de 1975
Un nuevo cese al fuego entró en efecto el 3 de noviembre. El primer ministro Karami intentó desmilitarizar al complejo hotelero, pero los Falangistas y la milicia del PNL se rehusaron a dejar sus posiciones en el Holiday Inn, el St. Georges, el Phoenicia y varios edificios aledaños hasta que los milicianos musulmanes fueran reemplazados por gendarmes de las Fuerzas Internas de Seguridad. Aunque Karami persuadió a Ibrahim Koleylat, líder de Al-Mourabitoun, de dejar la Torre Murr, los Falangistas no se retiraron. De nuevo, otro cese al fuego inició el 8 de noviembre, pero no cambió mucho, ya que apenas 10 días después combates violentos y feroces estallaron en todo el país. Después de esto, hubo muy poca actividad en los Hoteles hasta el siguiente mes.

### Diciembre de 1975
Aún con cese al fuego nominal, las hostilidades iniciaron de nuevo el 8 de diciembre cuando miembros del Movimiento Nacional Libanés lanzaron una ofensiva para capturar el centro de Beirut y la costa. Unidades del ejército libanés se trasladaron a la Casa del Parlamento y las áreas de la oficina central de correos, entorpeciendo así el impulso de la izquierda musulmana hacia el centro de la ciudad. Los combates continuaron en los hoteles. Al-Mourabitoun, junto con el Movimiento Nacional Libanés y As-Sa'iqa, atacaron a los edificios controlados por los cristianos. En estos combates, se vio el uso de lanzacohetes soviéticos RPG-7 frecuentemente, y de fusiles sin retroceso como apoyo, por primera vez en Líbano.
La operación fue dirigida por Ibrahim Koleylat, el líder de Al-Mourabitoun, que planeaba ocupar el distrito e infligir una aplastante derrota a la milicia falangista que finalmente los obligaría a negociar por la paz. Del 8 al 9 de diciembre hubo una batalla intensa a corta distancia por el Hotel Phoenicia, y aunque los falangistas fueron finalmente expulsados de algunos de los edificios del hotel, lograron aferrarse a su principal bastión en el Holiday Inn. Pero, cuando el Hotel St. Geoges cayó, la Milicia de Los Tigres se retiró dejando a la Falange y otras milicias cristianas menores solas. Ese mismo día, el Ejército de Líbano llegó a apoyar a los falangistas en un contraataque y lograron recapturar al Phoenicia.
Por esto, la operación de Koleylat no dio los resultados esperados, y el 10 de diciembre fueron los musulmanes los que intentaron desesperadamente resistir en el Hotel Alcazar, a pesar de que partes del edificio se habían incendiado. Presionado por la contraofensiva conjunta del Ejército y las milicias cristianas, Koleylat pidió ayuda a la Organización de Liberación de Palestina (OLP) y la recibió. El Phoenicia y el St. Georges estuvieron bajo control de diferentes bandos varias veces durante la noche. Sin embargo, los milicianos musulmanes pudieron asaltar y asegurar el disputado Hotel Phoenicia, y al día siguiente organizaron otro asalto contra la milicia cristiana y las posiciones de la Gendarmería ISF. Mientras los milicianos cristianos rechazaban los ataques a sus propias posiciones, los gendarmes evitaron el enfrentamiento y se retiraron al Hotel Hilton de Beirut, todavía sin acabar. Los miembros de Al-Mourabitoun fueron expulsados de los hoteles St. Georges y Alcazar después de un intenso bombardeo de artillería por parte del ejército libanés, apoyado por los falangistas. Los combates se detuvieron temporalmente el 12 de diciembre cuando los exhaustos combatientes de ambos bandos se dieron cuenta de que prácticamente habían conservado sus posiciones originales.
Aunque el primer ministro Karami había anunciado otra tregua dos días antes, los líderes del Movimiento Nacional Libanés la ignoraron hasta el 11 de diciembre. Sin embargo, los combates siguieron tras que los musulmanes recapturaron el St. Georges y el Phoenicia, expulsando al ejército libanés en el acto e intentando atacar a los Falangistas sin éxito. Como resultado, el alto el fuego convocado el 10 de diciembre no se hizo realmente efectivo hasta el 15 o 16 de diciembre, cuando Siria, As-Sa'iqa y la OLP presionaron a los líderes políticos y militares del MNL para que aceptaran la propuesta de alto el fuego. Al anochecer, los destacamentos libaneses de la Gendarmería de la Policía habían reemplazado a milicianos musulmanes y cristianos en todas las posiciones del hotel. Una delegación siria encabezada por el general Hikmat Chehabi llegó a Beirut el 18 de diciembre para mediar en las conversaciones de paz entre las facciones beligerantes, día en que se recuperaron entre 40 a 50 cuerpos del Hotel Phoenicia.

### Enero de 1976
A fines de diciembre de 1975, los combates en el "Frente de los Hoteles" disminuyeron cuando los principales contendientes se distrajeron en otros lugares. El 1 de enero, las milicias cristianas establecieron un bloqueo que cortó el suministro al campo de refugiados palestinos de Tel al-Zaatar y los distritos de tugurios vecinos poblados por musulmanes en Beirut Oriental. Las milicias musulmanas e izquierdistas del MNL tomaron represalias el 5 de enero lanzando una ofensiva en los sectores del sureste de la capital libanesa, y para el 10 de enero, los combates se habían extendido al distrito hotelero cuando los falangistas ocuparon el Holiday Inn y los musulmanes de izquierda tomaron el Phoenicia. Al día siguiente, los milicianos musulmanes regresaron a la Torre Murr. No se produjeron más cambios importantes en el control de bienes raíces dentro del distrito hotelero hasta la última fase de la batalla, aunque todos los contendientes lograron mantener sus posiciones gracias a un alto el fuego patrocinado por Siria que se convocó más tarde el 22 de enero.

### Marzo de 1976
Los combates regresaron el 17 de marzo cuando la OLP y el Ejército Árabe Libanés (una facción disidente predominantemente musulmana del ejército libanés oficial dirigida por el teniente disidente Ahmed al-Khatib) lanzó una ofensiva contra posiciones falangistas en Beirut. Luego, el 21 de marzo, un gran asalto de unidades especiales palestinas de 'Comando' de la OLP utilizando vehículos blindados prestados por la LAA y apoyados por las milicias musulmanas de izquierda, incluidas las "Unidades Maarouf Saad y la brigada de Determinación" (en árabe: وحدات معروف سعد ولواء التقرير, Wahadat Maarouf Saad wa Liwa al-Taqrir) de Al-Mourabitoun finalmente lograron expulsar a los falangistas del Holiday Inn. Sin embargo, los milicianos izquierdistas a los que los palestinos les habían entregado el hotel con fines propagandísticos no despejaron todas las habitaciones del hotel, lo que permitió a los falangistas volver silenciosamente al amanecer del día siguiente y preparar una emboscada que mató a varios combatientes y a un comandante clave de la milicia de Al-Mourabitoun.
Por lo tanto, los palestinos tuvieron que hacer el trabajo de nuevo, y el 22 de marzo, las fuerzas del Movimiento Nacional Libanés respaldadas por las guerrillas de la OLP organizaron un contraataque en el centro de Beirut, decididos a eliminar cualquier presencia falangista restante al oeste de la Plaza de los Mártires. Durante los siguientes dos días y en medio de intensos bombardeos, los Falangistas fueron empujados gradualmente a sus posiciones defensivas en la Plaza de los Mártires y la Rue Allenby, después de una costosa batalla que resultó en 150 muertos y 300 heridos. Al día siguiente, 23 de marzo, Al-Mourabitoun recapturó el Holiday Inn y la zona conocida como el "cuarto distrito" (en árabe: الحي الرابع, Al-hayi al-ra'abie) de los falangistas, lo que significaba que las milicias del MNL ahora dominaban la mayoría de los puntos estratégicos alrededor del centro de Beirut. Ese mismo día marcó el inicio de la batalla por la zona del puerto de Beirut cuando las fuerzas del MNL y la OLP avanzaron hacia ese sector y capturaron el edificio Starco. 5 días después, el 28 de marzo, capturaron los hoteles Hilton y Normandy. El nuevo frente de batalla ahora era en el área entre el Starco y el Hilton, mientras que las milicias falangistas lanzaban un ataque desde la Plaza Riad El Solh y la Plaza Nejmeh hacia el área portuaria de la Rue Damas. 
Aunque los cristianos prácticamente habían perdido el control del distrito hotelero, no era del todo el final de los combates en el centro de Beirut. A medida que pasaban las semanas, los líderes del Frente Libanés se estaban volviendo cautelosos ya que consideraban que corrían el riesgo de perder la guerra cuando la alianza MNL-OLP y del Ejército Árabe Libanés los obligase a retirarse más hacia el este de Beirut. Para contrarrestar esta amenaza, el Frente Libanés finalmente acordó crear un "Comando Unificado" (en árabe: القيادة الموحدة, Al-Qiadat al-Muhhada) para las milicias cristianas de derecha encabezadas por Pierre Gemayel. Después de esto, el 26 de marzo, la Falange logró movilizar a 18,000 hombres para defender el sector oriental de la capital libanesa y el Distrito de Matn.
El nuevo Comando Cristiano consideró imperativo retener el control del distrito portuario de Beirut y comenzó a levantar una elaborada barricada de defensa hecha de concreto y escombros en la Rue Allenby. Mientras las milicias aliadas del 'Frente Libanés' intentaban evitar el asalto musulmán-izquierdista-palestino en el distrito portuario, unidades del Ejército del Líbano Libre, predominantemente cristiano, otra facción disidente del ex-ejército libanés liderada por la derecha, del coronel maronita Antoine Barakat, ahora entró en la batalla. Oficiales y soldados del cuartel Fayadieh del Ejército Libre en el sureste de Beirut acudieron en ayuda de sus correligionarios asediados, trayendo consigo vehículos blindados y artillería pesada muy necesarios.
Sin embargo, durante los combates, un bombardeo de artillería disparado por una unidad bajo el mando de Barakat golpeó accidentalmente el campus de la Universidad Americana de Beirut (AUB) en el distrito vecino de Ras Beirut, causando varias bajas entre los estudiantes. El avance del MNL y la OLP finalmente se detuvo el 31 de marzo en la Rue Allenby, y después de que Siria amenazara con cortar los envíos de armas a las facciones musulmanas, tanto el MNL como los líderes del Frente Libanés acordaron un alto el fuego, que entró en vigor el 2 de abril. La batalla de los hoteles había terminado.

## Consecuencias
Al final, la batalla de los hoteles y los diversos conflictos proporcionaron lecciones valiosas, aunque costosas, para todas las partes. El liderazgo del Frente Libanés había subestimado enormemente la fuerza militar y las capacidades organizativas mostradas por la coalición MNL de izquierda musulmana y sus aliados palestinos de la OLP en el Líbano, así como el apoyo político y logístico que recibirían de algunos países árabes como Siria. Por su parte, los líderes del Movimiento Nacional Libanés también habían subestimado la capacidad militar y la capacidad de movilización de los adversarios de la alianza Derechista Cristiana del Frente Libanés (especialmente de organizaciones como Tanzim o los Guardianes de los Cedros), y el apoyo militar que disfrutaban de ciertas fracciones del ejército libanés e Israel. Ninguna de las partes logró una victoria clara y decisiva y el resultado resultante fue un estancamiento; de hecho, la batalla de los hoteles solo sirvió para completar la división de Beirut en un sector occidental controlado por musulmanes (conocido como Beirut Occidental) y un sector oriental dominado por cristianos (Beirut Oriental) a través de un línea de demarcación que finalmente se convirtió en la Línea Verde, y esta partición se mantuvo durante los siguientes 15 años de conflicto armado.

## En el arte y la cultura popular

### Cine
En la película alemana Die Fälschung, el director Volker Schlöndorff hace un uso ambiguo del Hotel Phoenicia, uno de los hoteles involucrados en la batalla. Los personajes parecen estar alojados en el hotel cuando ya ha sido dañado por la guerra. De hecho, las escenas exteriores se rodaron en el lugar, mientras que las escenas interiores se realizaron en el Casino du Liban. 

### Arte
El pintor libanés Ayman Baalbaki pintó al Holiday Inn en un cuadro llamado Holiday Inn Hotel, 'Seeking the heights' (Hotel Holiday Inn, 'Buscando las alturas') que fue vendido por $47,500 dólares en 2010.
La ilustradora y artista visual Lamia Ziadé exhibió Hotel's War en 2008, una instalación de maquetas infantiles de lana y tela de edificios que hace referencia a la Batalla de los Hoteles.
Un modelo a escala del caparazón inacabado de la Torre Murr, un destacado nido de francotiradores durante la guerra, fue elaborado por el artista libanés Marwan Rechmaoui. La pieza se titula Monument for the Living y se exhibe en el museo Tate Modern de Londres.